# Liberalia
De Liberalia was het feest in het Imperium Romanum ter ere van Liber Pater en Libera op 17 maart.
Vrouwen verkopen offerkoeken op deze dag en jonge mannen ontvangen hun toga virilis (het teken van volwassenheid) bij de tempel van Liber. Mogelijk werd de bulla praetexta (metalen of lederen amullet) op een altaar ter ere van de lares gelegd (samen met een lok haar of de haartjes van de eerste scheerbeurt).
Het feest viel samen met het Agonium Martiale en het einde van de Argei en de Bacchanalia.